# Hans Koeleman
Johannes Cornelis Maria (Hans) Koeleman (Uithoorn, 5 oktober 1957) is een Nederlandse voormalige langeafstandsloper, die was gespecialiseerd in de 3000 m steeple. In deze discipline werd hij tienvoudig Nederlands kampioen en verbeterde hij zesmaal het Nederlands record. Hij nam tweemaal deel aan de Olympische Spelen.

## Loopbaan
Zijn eerste succes behaalde Koeleman in 1978 door Nederlands kampioen te worden op de 3000 m steeple. Hierna won hij nog vele malen deze Nederlandse titel. Hans Koeleman kwalificeerde zich voor de Olympische Spelen van 1984 in Los Angeles. Hier sneuvelde hij in de halve finale met een tijd van 8.32,29. Vier jaar later werd hij op de Spelen van Seoel, ondanks een snellere tijd van 8.21,86, eveneens in de halve finale uitgeschakeld. De Keniaan Julius Kariuki werd kampioen in een olympisch record van 8.05,51.
In 1985 behaalde Koeleman op de universiade in het Japanse Kobe een bronzen medaille op de 3000 m steeple. Met een tijd van 8.32,19 eindigde hij achter de Italiaan Franco Boffi (goud; 8.28,78) en de Brit Eddie Wedderburn (zilver; 8.28,90).
Koeleman nam vijfmaal deel aan de Comrades, een ultraloop over 89 km, waarin hij viermaal de finish haalde. Eenmaal moest hij na 70 km uitstappen. Enige tijd had hij een relatie met Ellen van Langen.

## Nederlandse kampioenschappen
| Onderdeel      | Jaar                                                       |
| -------------- | ---------------------------------------------------------- |
| 3000 m steeple | 1978, 1979, 1980, 1981, 1983, 1984, 1985, 1986, 1988, 1990 |

## Records

### Persoonlijke records
| Onderdeel      | Prestatie       | Datum            | Plaats     |
| -------------- | --------------- | ---------------- | ---------- |
| 1500 m         | 3.42,36         | 13 augustus 1981 | Malmö      |
| 2000 m         | 5.14,95         | 29 augustus 1986 | Amersfoort |
| 3000 m         | 7.52,6          | 18 mei 1985      | Westwood   |
| 5000 m         | 13.40,97        | 6 juli 1980      | Den Haag   |
| 3000 m steeple | 8.18,02 (ex-NR) | 4 augustus 1985  | Boedapest  |
| 10 Eng. mijl   | 47.45           | 10 oktober 1987  | Amsterdam  |

### Nederlandse records
| Onderdeel      | Prestatie | Datum            | Plaats       |
| -------------- | --------- | ---------------- | ------------ |
| 3000 m steeple | 8.38,0    | 3 juni 1978      | Wattenscheid |
|                | 8.33,3    | 18 juni 1978     | Sittard      |
|                | 8.29,1    | 17 augustus 1980 | Sittard      |
|                | 8.23,24   | 17 augustus 1983 | Berlijn      |
|                | 8.20,85   | 16 juli 1985     | Nice         |
|                | 8.18,02   | 4 augustus 1985  | Boedapest    |

## Palmares

### 3000 m
- 1989:  NK indoor - 8.00,79

### 3000 m steeple
- 1977:  NK - 8.59,6
- 1978:  NK - 8.50,8
- 1979:  NK - 8.58,0
- 1980:  NK - 8.35,8
- 1981:  NK - 8.33,28
- 1982:  NK - 8.45,86
- 1983:  NK - 8.29,67
- 1984:  NK - 8.43,45
- 1985:  NK - 8.35,83
- 1985:  Universiade - 8.32,19
- 1985:  Europacup C in Schwechat - 8.34,13
- 1986:  NK - 8.35,83
- 1987:  Europacup C in Athene - 8.35,28
- 1987:  NK - 8.59,6
- 1987: 10e in serie WK - 8.41,80
- 1988:  NK - 8.26,37
- 1990:  NK - 8.38,65

### 10 km
- 1991: 5e Parelloop - 29.17

### 15 km
- 1997: 8e Zevenheuvelenloop - 51.06

### 10 Eng. mijl
- 1987: 10e Dam tot Damloop - 47.45

### ultralopen
- 2000: Comrades - 8:11.30
- 2001: Comrades - DNF
- 2002: Comrades - 9:42.30
- 2004: Comrades - 8:53.14
- 2006: Comrades - 10:22.49

### veldlopen
- 1979:  Warandeloop - 28.42
- 1979:  Duindigtcross (8 km) - 23.38,5
- 1982:  Sylvestercross

## Onderscheidingen
- KNAU-atleet van het jaar - 1981